# Al-Nahda, Syria
Nahda, Hama (tiếng Ả Rập: النهضة) là một ngôi làng Syria nằm ở phó huyện Masyaf ở huyện Masyaf, Hama. Theo Cục Thống kê Trung ương Syria (CBS), Nahda, Hama có dân số 598 người trong cuộc điều tra dân số năm 2004.